# Ferenc Vörös
Ferenc Vörös (Budapest, 9 de abril de 1922) es un deportista húngaro que compitió en natación. Ganó una medalla de plata en el Campeonato Europeo de Natación de 1947 en la prueba de 1500 m libre.

## Palmarés internacional
| Campeonato Europeo | Campeonato Europeo  | Campeonato Europeo | Campeonato Europeo |
| Año                | Lugar               | Medalla            | Prueba             |
| ------------------ | ------------------- | ------------------ | ------------------ |
| 1947               | Montecarlo (Mónaco) | Medalla de plata   | 1500 m libre       |